# Baltasar Botero Uribe
Baltasar María Atanacio Botero Uribe (Carolina del Príncipe, 15 de abril de 1838-Bogotá, 25 de mayo de 1930) fue un político, militar e intelectual colombiano, gobernador de Antioquia y Magistrado de la Corte Suprema de Justicia.

## Biografía
Hijo de Juan Francisco María Botero Trujillo (Primer Juez y Cofundador del municipio de Amalfi, Antioquia) y de Matilde Uribe Velásquez (hija del también cofundador de Amalfi Juan Nepomuceno Uribe Mejía), hermano de Gonzalo Botero Uribe (nacido en Amalfi el 21 de enero de 1842) y de Alejandro Botero Uribe (nacido en Amalfi el 30 de diciembre de 1839), primero realizó sus estudios en el municipio de Amalfi, en donde residió desde recién nacido, inclusive, en el censo poblacional de Amalfi aparece como residente en el año 1851 (a la edad de 13 años); para después terminarlos en Medellín, sitio en donde se graduó de Derecho en la Universidad de Antioquia. Participó en la guerra civil de 1860 defendiendo al gobierno de Mariano Ospina Rodríguez.
Fue secretario de gobierno durante los gobiernos estatales de Pedro Justo Berrío (1864-1873) y de Recaredo de Villa (1873-1876). Trabajó junto con Francisco Javier Cisneros en la construcción del Ferrocarril de Antioquia. Al finalizar la Guerra de las Escuelas, y después de que se rindiera el gobierno de Silverio Arango en Manizales, formó parte de la comisión destinada a restablecer el orden público en Medellín tras la designación de Manuel Uribe Ángel como Presidente del Estado Soberano de Antioquia.
Durante el gobierno de Carlos Holguín fue nombrado gobernador de Antioquia, ejerciendo el cargo entre julio de 1889 y junio de 1892. Durante su gobierno llegó a Medellín la misión de los Hermanos de las Escuelas Cristianas, fundando en esta ciudad el colegio San José, para después extenderse a otras poblaciones como Sonsón. También durante su gobierno se construyó el parque de Bolívar en Medellín. Así mismo, impulsó la construcción del Puente de Occidente, construido por Juan Enrique White y José María Villa.
Posteriormente fue diputado a la Asamblea de Antioquia y Magistrado de la Corte Suprema de Justicia entre 1895 y 1907. En este puesto, y con ocasión del derrocamiento de Manuel Antonio Sanclemente, sostuvo que "la mayoría de la Corte Suprema la había hecho descender cuarenta codos en el nivel de la dignidad nacional".
Trabajó para las publicaciones El Heraldo, La Justicia y Las Novedades. Fue fundador de El Correo de Antioquia, primer periódico diario en Medellín, y fue miembro fundador de la Academia Antioqueña de Historia.